# Affonso Uchôa
Affonso Uchôa Alonso Rodrigues (1984, São Paulo) é um cineasta brasileiro.
Seus filmes foram selecionados em diversos festivais de cinema ao redor do mundo e conquistaram prêmios em muitos deles, com destaque para os longas A vizinhança do tigre, que percorreu países como Portugal, Argentina e Alemanha e foi eleito melhor filme nos festivais de Tiradentes e Fórum DOC de 2014, e Arábia, melhor filme segundo os festivais de Brasília de 2017, SESC São Paulo em 2019, Cinema Tropical (Estados Unidos) e Films from the south (Noruega).
Affonso foi citado pelo jornal estadunidense The New York Times em 2017 como um dos “nove novos diretores que você precisa assistir”.

## Biografia
Affonso Uchôa nasceu em São Paulo em 1984, mas, apesar da infância paulista, viveu a maior parte da vida no Bairro Nacional de Contagem, periferia de Belo Horizonte. Durante a infância, estudou em escola pública e não teve muito acesso ao cinema, pois não tinha condições de alugar filmes nas locadoras. A paixão pela arte veio, em um primeiro momento, da literatura, e foi somente após entrar na universidade que o cineasta teve contato com a cinefilia. Formado na UFMG, Affonso mergulhou na cultura cinéfila de Belo Horizonte durante sua vivência acadêmica, período em que também começou a produzir seus filmes. Como impulso para as produções, teve o anseio de ver uma periferia diferente daquela produzida pelos filmes hegemônicos, sem os corpos moldados aos modelos preconcebidos de ficção.
Sua carreira conta hoje com seis obras: Ou a noite incompleta (2006); Desígnio (2009); Mulher à tarde (2011); A vizinhança do tigre (2014); Arábia (2017); e Sete anos em maio (2019).

## Filmografia
- 2006 - Ou a noite incompleta, 15’
- 2009 - Desígnio: caderno de notas e esboços a respeito de um filme chamado Mulher à tarde, 16’
- 2011 - Mulher à tarde, 59’
- 2014 - A vizinhança do tigre, 94’
- 2017 - Arábia, 97’
- 2019 - Sete anos em maio, 42’